# Зелисберг
Зелисберг (нем. Seelisberg) — коммуна в Швейцарии, в кантоне Ури.
Население составляет 656 человек (на 31 декабря 2007 года). Официальный код — 1215.